# プロトーラス
数学において、プロトーラス（英: protorus; 射トーラス）とはコンパクトな連結位相アーベル群のことを言う。または同値であるが、トーラス（円周群）の有限個の直積位相群）の射影極限、あるいは捩れのない離散アーベル群のポントリャーギン双対でもある。
プロトーラスのいくつかの例は、管状群によって与えられる。